# Municipio de Upper Burrell
El municipio de Upper Burrell (en inglés: Upper Burrell Township) es un municipio ubicado en el condado de Westmoreland en el estado estadounidense de Pensilvania. En el año 2000 tenía una población de 2,240 habitantes y una densidad poblacional de 57 personas por km².

## Geografía
El municipio de Upper Burrell se encuentra ubicado en las coordenadas 40°21′46″N 79°02′02″O / 40.36278, -79.03389.

## Demografía
Según la Oficina del Censo en 2000 los ingresos medios por hogar en la localidad eran de $39,880 y los ingresos medios por familia eran $46,855. Los hombres tenían unos ingresos medios de $37,083 frente a los $24,583 para las mujeres. La renta per cápita para la localidad era de $18,344. Alrededor del 6,4% de la población estaban por debajo del umbral de pobreza.